# 拉恰
拉恰（羅馬化：Račʼa）是喬治亞西部的一個高地區域，位于里奥尼河谷上部，被大高加索山脈环绕。在现今的行政區劃中，拉恰包括在拉恰-列其呼米和下斯瓦内蒂大区里的奧尼市鎮和安布羅勞里市鎮内。该地区的面積为2854平方公里。
大高加索山脈的支脈将拉恰在西北方向与格鲁吉亚历史地区斯瓦内蒂和列其呼米分开，在南边与伊梅雷蒂分开。
在北边与俄罗斯的北奥塞梯以高加索主脈为界。在东边与自行宣布独立的南奥塞梯（官方上为内卡尔特利大区的一部分）接邻。
歷史上拉恰曾屬於拉恰公國。